# Clan Asano
Pour les articles homonymes, voir Asano.
Cette page explique l’histoire ou répertorie les différents membres de la famille Asano.

Mon de la famille Asano.

Le clan Asano (浅野氏, Asano-shi) est une famille de samouraïs qui contrôle le domaine de Hiroshima (un fief de 53 000 koku) pendant la majeure partie de l'époque d'Edo. Le clan possédait aussi des terres dans la province de Bingo et dans la province d'Aki. La totalité de leurs possessions représentait 426 500 koku.

## Membres importants
- Asano Nagamasa (1546-1610), il a combattu pour Hideyoshi Toyotomi au Japon et lors de l'invasion de la Corée.
- Asano Yoshinaga (1576-1613), fils de Nagamasa. Il a aussi servi Hideyoshi.
- Asano Nagaakira (1586-1632), frère de Yukinaga (premier daimyo de Hiroshima).
- Asano Naganori (1667-1701), seigneur du clan Asano au moment de l'événement relaté dans la légende des 47 rōnin.

### Daimyos de Hiroshima
Liste des daimyos de Hiroshima par ordre de succession
- Asano Nagaakira (1619-1632)
- Asano Mitsuakira (1632-1672)
- Asano Tsunaakira (1672-1673)
- Asano Tsunanaga (1673-1708)
- Asano Yoshinaga (1708-1752)
- Asano Munetsune (1752-1763)
- Asano Shigeakira (1763-1799)
- Asano Narikata (1799-1830)
- Asano Naritaka (1831-1858)
- Asano Yoshiteru (1858-1858)
- Asano Nagamichi (1858-1869)
- Asano Nagakoto (1869-1869)

## Pour approfondir